# Tokyo Martin
 (juillet 2025).
Pour plus de détails, voir Fiche technique et Distribution.
Tokyo Martin (Tokyo Mater) est un court métrage d'animation américain du studio Pixar sorti en 2008 faisant partie de la série Cars Toon basée sur l'univers du films Cars (2006).

## Synopsis
Dans le cadre d'un dépannage, Martin se rend à Tokyo, où il va concourir à une course de drift contre un chef de gang et ses dangereux ninjas. Pour tenter de gagner et de devenir « Dorifuto O Martin, roi des drifteurs », il recevra l'aide de son fidèle compagnon Flash McQueen.

## Fiche technique
- Titre original : Tokyo Mater
- Réalisation : John Lasseter, Rob Gibbs et Victor Navone
- Animation : Royce Wesley
- Production : Kori Rae

## Distribution

### Voix originales
- Larry the Cable Guy : Mater
- Keith Ferguson : Lightning McQueen
- Michael Wallis : Shérif
- Mach Tony Kobayashi : Kabuto
- Robert Ito : Ito-San
- Lindsey Collins : Mia
- Elissa Knight : Tia
- Guido Quaroni : Teki et Paki
- Jonas Rivera : Boost
- E.J. Holowicki : DJ

### Voix françaises
- Jean-Pierre Gernez : Martin
- Axel Kiener : Flash McQueen
- Michel Dodane: Shérif
- Damien Boisseau : Kabuto
- Alexis Tomassian : Ito-San / Boost
- Marie Millet : Mia
- Isabelle Volpe : Tia
- Donald Reignoux : DJ
- Hervé Rey : Wingo